# Psychiatrisches Testament
Ein psychiatrisches Testament ist eine Willenserklärung, mit der ein Mensch äußert, jede psychiatrische Zwangsbehandlung abzulehnen, insbesondere die Unterbringung in einer geschlossenen Abteilung einer psychiatrischen Einrichtung und dortige ärztliche Zwangsmaßnahmen. 
Die Bezeichnung psychiatric will geht zurück auf den US-amerikanischen Psychiater Thomas Szasz und wurde 1993 von der deutschen Antipsychiatrie-Bewegung, beispielsweise der Irren-Offensive in Berlin, in der deutschen Übersetzung  als psychiatrisches Testament übernommen.

## Rechtslage in Deutschland
Es gehört zum Selbstbestimmungsrecht jedes Einzelnen, unabhängig von Art und Stadium einer Erkrankung für den Fall seiner Einwilligungsunfähigkeit in einer Patientenverfügung schriftlich festzulegen, zum Zeitpunkt der Festlegung noch nicht unmittelbar bevorstehende Untersuchungen seines Gesundheitszustands, Heilbehandlungen oder ärztliche Eingriffe zu untersagen (§ 1901a Abs. 1 und 3, § 126 Abs. 1 BGB). Einer Patientenverfügung muss auch ein rechtlicher Betreuer Geltung verschaffen (§ 1901a Abs. 1 Satz 2 BGB).
Zu den allgemeinen Grundsätzen der Rechtsordnung gehört aber ebenso, dass die allgemeine Handlungsfreiheit des Einzelnen ihre Grenze in den Rechten Dritter findet (Art. 2 Abs. 1 GG). Sofern eine öffentlich-rechtliche Unterbringung nach einem Psychisch-Kranken-Gesetz mit anschließender   Zwangsbehandlung dem Schutz der Allgemeinheit, d. h. anderer Bürger dient, weil jemand aufgrund seiner Erkrankung eine Gefahr für Dritte darstellt, muss nach einem Beschluss des Landgerichts Osnabrück vom 10. Januar 2020 das berechtigte Interesse der Allgemeinheit, notfalls eine Behandlung mit Zwangsmaßnahmen durchsetzen zu können, sich gegen das Selbstbestimmungsrecht des Einzelnen durchsetzen.